# Vīksna socken
Vīksna socken (lettiska: Vīksnas pagasts) är ett administrativt område i Balvi kommun i Lettland.